# Degrassi: The Next Generation (1.ª temporada)
A primeira temporada de Degrassi: The Next Generation começou a ser exibida no Canadá em 14 de outubro de 2001 e terminou em 3 de março de 2002, com 15 episódios. Degrassi: The Next Generation é uma série de televisão dramática adolescente canadense. A série apresenta um grupo de crianças da sétima e oitava séries e segue suas vidas enquanto lidam com alguns dos desafios e problemas que os adolescentes enfrentam, como predadores on-line, imagem corporal, famílias disfuncionais, sexo, puberdade, rumores, pressão dos colegas, estresse e uso de drogas.
A primeira temporada foi transmitida pela rede de televisão terrestre canadense CTV, aos domingos às 19:00 horas. Ele estreou com um filme de uma hora da semana especial, "Mother and Child Reunion", que formam os dois primeiros episódios da primeira temporada. Nos Estados Unidos, foi transmitido pela The N, uma rede de cabo digital destinada a adolescentes e jovens adultos. A temporada foi lançada em DVD como um conjunto de três discos em 19 de outubro de 2004 pela Alliance Atlantis Home Entertainment, embora tenha sido lançado no mercado norte-americano quase um mês antes, em 28 de setembro de 2004. Usuários registrados das iTunes Store do Canadá e dos EUA também podem comprar e baixar a temporada para reprodução em computadores domésticos e determinados iPods.
A recepção para a primeira temporada de Degrassi: The Next Generation foi mista. Ela conquistou 365.000 espectadores canadenses de 18 a 49 anos, enquanto o site que a acompanhou atraiu 28 milhões de acessos por mês, mas as críticas à imprensa não foram tão elogiosas. A temporada recebeu indicações ao Directors Guild of Canada Awards, ao Gemini Award e ao Young Artist Award.

## Elenco
A temporada de abertura apresenta treze atores em papéis principais. Fornecendo laços com a série anterior no universo de Degrassi, Stefan Brogren foi contratado para interpretar seu antigo personagem Archie "Snake" Simpson (12 episódios), que agora trabalha na escola como professor de Imersão na Mídia. Dan Woods também foi contratado para reprisar seu papel como o Sr. Raditch (11 episódios), que foi promovido para o diretor da escola.
- Sarah Barrable-Tishauer como Liberty Van Zandt (12 episódios)
- Daniel Clark como Sean Cameron (11 episódios)
- Lauren Collins como Paige Michalchuk (13 episódios)
- Ryan Cooley como James Tiberius "J.T." Yorke (15 episódios)
- Jake Goldsbie como Toby Isaacs (15 episódios)
- Aubrey Graham como Jimmy Brooks (10 episódios)
- Shane Kippel como Gavin "Spinner" Mason (12 episódios)
- Miriam McDonald como Emma Nelson (15 episódios)
- Melissa McIntyre como Ashley Kerwin (13 episódios)
- Christina Schmidt como Terri McGreggor (13 episódios)
- Cassie Steele como Manuela "Manny" Santos (15 episódios)

Amanda Stepto também reprisou seu personagem Degrassi Christine "Spike" Nelson em um papel recorrente enquanto,  enquanto ex-atores de Degrassi Junior High e Degrassi High Danah Jean Brown (Trish Skye), Darrin Brown (Dwayne Myers), Michael Carry (Simon Dexter), Irene Courakos (Alexa Pappadopoulos), Chrissa Erodotou (Diana Economopoulos), Anais Granofsky (Lucy Fernandez), Rebecca Haines (Kathleen Mead), Sara Holmes (Alison Hunter), Neil Hope (Derek "Wheels" Wheeler), Kyra Levy (Maya Goldberg), Cathy Keenan (Liz O'Rourke), Pat Mastroianni (Joey Jeremias), Stacie Mistysyn (Caitlin Ryan) e Siluck Saysanasy (Yick Yu) reprisaram seus papéis como convidados no primeiro episódio.

## Equipe técnica
A temporada foi produzida por Epitome Pictures e CTV. Os produtores executivos são o CEO da Epitome Pictures e o co-criador de Degrassi: The Next Generation Linda Schuyler, e seu marido, o presidente da Epitome Stephen Stohn. Degrassi: The Next Generation, o co-criador Yan Moore atuou como consultor criativo e David Lowe foi o produtor da linha. Aaron Martin foi contratado como editor da história e foi promovido a editor sênior de matérias no meio da temporada. James Hurst então se tornou o editor da história. Os roteiristas da temporada são Tassie Cameron, Myra Fried, James Hurst, Aaron Martin, Yan Moore e Susin Nielsen. Os diretores ao longo da temporada são James Allodi, Anthony Browne, Paul Fox, Laurie Lynd, Bruce McDonald e Bruce McDonald, Eleanor Lindo e Stefan Scaini.

## Episódios
| № na série | № na temporada | Título                     | Exibição original       | Cód. de produção |
| ---------- | -------------- | -------------------------- | ----------------------- | ---------------- |
| 1–2        | 1–2            | "Mother and Child Reunion" | 14 de outubro de 2001   | 101 & 102        |
| 3          | 3              | "Family Politics"          | 4 de novembro de 2001   | 103              |
| 4          | 4              | "Eye of the Beholder"      | 11 de novembro de 2001  | 104              |
| 5          | 5              | "Parents' Day"             | 18 de novembro de 2001  | 105              |
| 6          | 6              | "The Mating Game"          | 25 de novembro de 2001  | 106              |
| 7          | 7              | "Basketball Diaries"       | 2 de dezembro de 2001   | 107              |
| 8          | 8              | "Secrets & Lies"           | 9 de dezembro de 2001   | 108              |
| 9          | 9              | "Coming of Age"            | 16 de dezembro de 2001  | 109              |
| 10         | 10             | "Rumours and Reputations"  | 6 de janeiro de 2002    | 110              |
| 11         | 11             | "Friday Night"             | 27 de janeiro de 2002   | 111              |
| 12         | 12             | "Wannabe"                  | 3 de fevereiro de 2002  | 112              |
| 13         | 13             | "Cabaret"                  | 17 de fevereiro de 2002 | 113              |
| 14         | 14             | "Under Pressure"           | 24 de fevereiro de 2002 | 114              |
| 15         | 15             | "Jagged Little Pill"       | 3 de março de 2002      | 115              |